# Tävelsås
Tävelsås – miejscowość (tätort) w Szwecji, w regionie administracyjnym (län) Kronoberg, w gminie Växjö.
Według danych Szwedzkiego Urzędu Statystycznego liczba ludności wyniosła: 351 (31 grudnia 2015), 370 (31 grudnia 2018) i 366 (31 grudnia 2019).